# BBC Radio Northampton
BBC Radio Northampton – brytyjska stacja radiowa należąca do publicznego nadawcy BBC i pełniąca w jego sieci rolę stacji lokalnej dla hrabstwa Northamptonshire. Jest dostępna w analogowym przekazie naziemnym na falach ultrakrótkich, a także w Internecie. Została uruchomiona 16 czerwca 1982 roku. W latach 1990–2000 nosiła skróconą nazwę BBC Northampton. 
Siedzibą stacji jest zabytkowy gmach Broadcasting House w Northampton, zaś pomocnicze studia zlokalizowane są w Daventry i Corby. Oprócz audycji własnych stacja transmituje również programy siostrzanych stacji lokalnych BBC z Ipswich, Leeds, Norwich i Cambridge, a także nocne audycje ogólnokrajowego BBC Radio 5 Live. 